# Leucochrysum albicans
Leucochrysum albicans là một loài thực vật có hoa trong họ Cúc. Loài này được (A.Cunn.) Paul G.Wilson mô tả khoa học đầu tiên năm 1992.